# Jakarta E-Prix
Der Jakarta E-Prix ist ein Automobilrennen der FIA-Formel-E-Weltmeisterschaft in Jakarta, Indonesien. Es wurde erstmals 2022 ausgetragen. Jakarta war die 25. Stadt, in der ein Formel-E-Rennen stattfand.

## Geschichte

Die Formel-E-Rennstrecke in Jakarta

Im Juni 2020 sollte die Formel E zum ersten Mal in der indonesischen Hauptstadt Jakarta fahren. Aufgrund der Coronavirus-Pandemie wurde das Rennen jedoch gestrichen. Auch im darauffolgenden Jahr 2021 konnte es nicht stattfinden.
Nach mehreren Vorschlägen für wechselnde Locations einigte sich die Lokalpolitik auf die Konstruktion einer semi-permanenten Strecke für die Elektroformel, die schließlich in der Nähe eines Einkaufszentrums im sumpfigen Norden der Stadt errichtet wurde.

## Ergebnisse
| Auflage | Saison  | Strecke                              | Sieger                                             | Zweiter                                    | Dritter                                  | Pole-Position                            | Schnellste Runde                           |
| ------- | ------- | ------------------------------------ | -------------------------------------------------- | ------------------------------------------ | ---------------------------------------- | ---------------------------------------- | ------------------------------------------ |
| 1       | 2021/22 | Jakarta International E-Prix Circuit | Mitch Evans (Jaguar TCS Racing)                    | Jean-Éric Vergne (DS Techeetah)            | Edoardo Mortara (ROKiT Venturi Racing)   | Jean-Éric Vergne (DS Techeetah)          | Mitch Evans (Jaguar TCS Racing)            |
| 2.1     | 2022/23 | Jakarta International E-Prix Circuit | Pascal Wehrlein (TAG Heuer Porsche Formula E Team) | Jake Dennis (Avalanche Andretti Formula E) | Maximilian Günther (Maserati MSG Racing) | Maximilian Günther (Maserati MSG Racing) | Sébastien Buemi (Envision Racing)          |
| 2.2     | 2022/23 | Jakarta International E-Prix Circuit | Maximilian Günther (Maserati MSG Racing)           | Jake Dennis (Avalanche Andretti Formula E) | Mitch Evans (Jaguar TCS Racing)          | Maximilian Günther (Maserati MSG Racing) | Jake Dennis (Avalanche Andretti Formula E) |
| 3       | 2024/25 | Jakarta International E-Prix Circuit | Daniel Ticktum (Cupra Kiro)                        | Edoardo Mortara (Mahindra Racing)          | Sébastien Buemi (Envision Racing)        | Jake Dennis (Andretti Formula E)         | Norman Nato (Nissan Formula E Team)        |